# Brabira mesoschides
Brabira mesoschides là một loài bướm đêm trong họ Geometridae.